# Karl Wenzel zu Leiningen-Billigheim
Karl Wenzeslaus Graf zu Leiningen-Billigheim (* 7. März 1823 in Heidelberg; † 23. Juli 1900 in Billigheim) war ein badischer Standesherr und Hofmarschall. 

## Herkunft
Karl Wenzel zu Leiningen-Billigheim aus der Linie Leiningen-Dagsburg-Falkenburg war der älteste Sohn des Grafen Karl Theodor zu Leiningen-Billigheim und der Gräfin Maria Anna, geborene Gräfin von und zu Westerholt-Gysenberg (* 1802; † 1852).

## Leben
Karl Wenzel zu Leiningen-Billigheim war badischer Hofmarschall. Er erbte 1869 von seinem Vater die im Großherzogtum Baden gelegene Standesherrschaft Billigheim und wurde damit auch dessen Nachfolger in der Ersten Kammer der Badischen Ständeversammlung. Zu seiner Standesherrschaft gehörte das Schloss in Billigheim, Schloss Neuburg in Obrigheim sowie weitere Liegenschaften in Form von land- und forstwirtschaftlich genutzten Flächen und Gebäuden, welche sich in Allfeld, Obrigheim, Sulzbach und Waldmühlbach befanden. Im Jahre 1892 trat Graf Karl Wenzel seine Standesherrschaft vorzeitig an seinen Sohn Karl Polykarp ab. Als dieser am 22. Januar 1899 verstarb, nahm Graf Karl Wenzel nochmals die Standesherrschaft und das damit verbundene Mandat in der ersten badischen Kammer bis zu seinem Tod im darauffolgenden Jahr wahr. Das Erbe trat sein jüngster Bruder Emich Karl an.

## Familie
Am 27. Januar 1846 heiratete Graf Karl Wenzel die aus dem Haus Sayn-Wittgenstein-Berleburg stammende Prinzessin Elisabeth (* 1827; † 1849). Aus der nur drei Jahre währenden Ehe stammte die Tochter Gabriele Anna Antoinette (* 1847; † 1867), welche jedoch bereits im Alter von nur 20 Jahren verstarb.
In zweiter Ehe war Graf Karl Wenzel seit dem 27. Juli 1856 mit Gräfin Marie Christine (* 1834; † 1892), Tochter des Grafen Maximilian von Arco-Zinneberg, verheiratet. Aus dieser Ehe stammten der Sohn Karl Polykarp (* 1860; † 1899) und die beiden Töchter Leopoldine Anna Elisabeth (* 1857; † 1917), seit 1885 verheiratet mit Gottfried Freiherr von Vequel-Westernach sowie Mechthild (* 1870; † 1946), seit 1893 verheiratet mit Maximilian Freiherr von Cetto (* 1869; † 1961). Mechthild von Cetto kam 1925 – nach dem Tod ihres Onkels Emich Karl – in den Besitz sämtlicher Liegenschaften der ehemaligen Standesherrschaft Billigheim.